# Council Grove
Council Grove és una població dels Estats Units a l'estat de Kansas. Segons el cens del 2000 tenia 2.321 habitants.

## Demografia
Segons el cens del 2000, Council Grove tenia 2.321 habitants, 1.002 habitatges, i 634 famílies. La densitat de població era de 500,6 habitants per km².
Dels 1.002 habitatges en un 29% hi vivien nens de menys de 18 anys, en un 51,3% hi vivien parelles casades, en un 8,7% dones solteres, i en un 36,7% no eren unitats familiars. En el 34,8% dels habitatges hi vivien persones soles el 19% de les quals corresponia a persones de 65 anys o més que vivien soles. El nombre mitjà de persones vivint en cada habitatge era de 2,24 i el nombre mitjà de persones que vivien en cada família era de 2,9.
Per edats la població es repartia de la següent manera: un 24,7% tenia menys de 18 anys, un 6,5% entre 18 i 24, un 23,8% entre 25 i 44, un 21,7% de 45 a 60 i un 23,4% 65 anys o més.
L'edat mediana era de 42 anys. Per cada 100 dones de 18 o més anys hi havia 82,8 homes.
La renda mediana per habitatge era de 28.949 $ i la renda mediana per família de 37.061 $. Els homes tenien una renda mediana de 29.500 $ mentre que les dones 20.625 $. La renda per capita de la població era de 20.189 $. Entorn del 7,4% de les famílies i el 8,5% de la població estaven per davall del llindar de pobresa.

## Poblacions més properes
El següent diagrama mostra les poblacions més properes.